# Tradicijska kuća (Stupnik)
Tradicijska drvena kuća u mjestu Gornji Stupnik, općini Stupnik, sagrađena 1893., je prizemnica izduljenog pravokutnog tlocrta. Građena je od hrastovih planjki spajanih na „hrvatski vugel“ i obijeljenih. Organizacija prostora je trodijelna („hiža“, „hižica“ i „komorica“), s ulazom iz malog predvorja. Sačuvan je drveni grednik, daščani podovi, drvenarija i djelomično inventar.

## Zaštita
Pod oznakom Z-4822 zaveden je kao nepokretno kulturno dobro - pojedinačno, pravna statusa zaštićena kulturnog dobra.